# Bandiera gialla (Ivan Cattaneo)
Bandiera gialla è il settimo album di Ivan Cattaneo, pubblicato nel 1983.

## Il disco
Dopo lo scarso successo di Ivan il terribile, il cantautore italiano si ripropone con un nuovo album di revival del Beat italiano degli anni sessanta.
La bambolina che fa no no de I Quelli, Bang Bang dell'Equipe 84 (versione italiana di Bang Bang scritta nel 1966 da Sonny Bono per Cher), Sono bugiardo di Caterina Caselli e molte altre, permetteranno all'artista di ottenere un successo commerciale ancor più alto di quello ottenuto da 2060 Italian Graffiati.
Il disco si presenta orientato verso un semplice Synth pop, molto orecchiabile.
L'album è arrangiato da Roberto Cacciapaglia e prodotto da Caterina Caselli, su etichetta CGD.
1. La bambolina che fa no no – 3:21
2. Bang Bang – 2:48
3. Sono bugiardo – 3:08
4. Ho difeso il mio amore – 2:58
5. Piangi con me – 2:49
6. Io ho in mente te – 2:27
7. Sognando la California – 3:22
8. Resta – 2:28
9. Se perdo anche te – 2:41
10. La bambola – 3:19
11. Per vivere insieme – 3:03
12. Prendi la chitarra e vai – 2:26

## Formazione
- Ivan Cattaneo – voce
- Francesco Nizza – batteria
- Mario Lavezzi – chitarra
- Pier Michelatti – basso
- Stefano Previsti – tastiera, sintetizzatore
- Gaetano Leandro – programmazione